# Charles Maturin
Charles Robert Maturin (Dublín, 25 de septiembre de 1782-Dublín, 30 de octubre de 1824), también conocido como C. R. Maturin, fue un predicador protestante irlandés (ordenado por la Iglesia de Irlanda), dramaturgo y escritor de novela gótica. Su obra más conocida es la novela Melmoth el errabundo, publicada en 1820.

## Biografía
Maturin descendía de emigrados hugonotes que abandonaron Francia y encontraron refugio en Irlanda durante la persecución antiprotestante que siguió a la revocación del Edicto de Nantes a finales del siglo XVII. Uno de estos descendientes fue Gabriel Jacques Maturin, que se convirtió en decano de la catedral de San Patricio de Dublín después de Jonathan Swift en 1745. Charles Robert Maturin nació en Dublín y asistió al Trinity College. Poco después de ser ordenado cura de Loughrea, condado de Galway, en 1803, regresó a Dublín como cura de la iglesia de San Pedro. Vivió en York Street con su padre William, funcionario de Correos, y su madre, Fedelia Watson, y se casó el 7 de octubre de 1804 con la aclamada cantante Henrietta Kingsbury. El 7 de octubre de 1803, Maturin y Kingsbury estuvieron involucrados en un acuerdo matrimonial, en el que se señaló que Maturin vivía en Banagher en el condado de King (actual condado de Offaly) en ese momento.
Maturin falleció en Dublín en 1824.

## Obra
Sus tres primeras obras fueron novelas góticas publicadas bajo el seudónimo de Dennis Jasper Murphy, y fueron fracasos críticos y comerciales. Sin embargo, llamaron la atención de Sir Walter Scott, quien recomendó la obra de Maturin a Lord Byron. Con su ayuda, la obra de Maturin Bertram se representó en 1816 en el Drury Lane durante 22 noches, con Edmund Kean en el papel principal de Bertram.  Sin embargo, el éxito financiero eludió a Maturin, ya que la presentación de la obra coincidió con el desempleo de su padre y la quiebra de otro familiar, ambos ayudados por el escritor novato. Para empeorar las cosas, Samuel Taylor Coleridge denunció públicamente la obra como aburrida y repugnante, y "prueba melancólica de la depravación de la mente pública",  llegando casi tan lejos como para denunciarla como atea.
La Iglesia de Irlanda tomó nota de estas y otras críticas anteriores y, tras descubrir la identidad del autor de Bertram (Maturin había abandonado su seudónimo para cobrar los beneficios de la obra), prohibió posteriormente a Maturin seguir ascendiendo al clero. Obligado a mantener a su mujer y a sus cuatro hijos escribiendo (su salario como cura era de 80-90 libras anuales, en comparación con las 1000 libras que ganaba por Bertram ), volvió de dramaturgo a novelista después de que una serie de sus obras fracasaran. Su primer drama, Bertram (1816) constituyó un éxito rotundo, el segundo, sin embargo, Manuel (1817) resultó un fracaso. El primero contiene elementos innovadores captados rápidamente por Lord Byron, quien influye en su puesta en escena.
La consagración definitiva le llegaría con la publicación en 1820 de la novela Melmoth el errabundo, obra inspirada en parte en la leyenda del Judío Errante. Escribió varias novelas además de Melmoth el errabundo, incluidas algunas sobre temas irlandeses y Los albigenses , una novela histórica que presenta a hombres lobo.  También se han atribuido varios poemas a Maturin con motivos dudosos y parecen ser obra de otros. La premiada "Líneas sobre la batalla de Waterloo" se publicó en 1816 bajo el nombre del graduado universitario John Shee. "El Universo" apareció con el nombre de Maturin en la portada en 1821, pero ahora se piensa que es casi completamente obra de James Wills. 
La exagerada eficacia de la predicación de Maturin se puede medir por las dos series de sermones que publicó. Con ocasión de la muerte de la princesa Carlota , declaró: «La vida está llena de muerte; los pasos de los vivos no pueden pisar la tierra sin remover las cenizas de los muertos; caminamos sobre nuestros antepasados; el globo mismo es un inmenso cementerio». Un relato contemporáneo registra que rara vez se habían visto tantas multitudes en San Pedro. «A pesar del duro clima, gente de todas las tendencias acudía a la iglesia y escuchaba fascinada a este príncipe de los predicadores. En su obituario se dijo que, «si no hubiera dejado ningún otro monumento donde reposar su fama, estos sermones por sí solos serían suficientes».
Entre Manuel y su tercer drama, Fredolfo, Maturin publica la novela Women; or, Pour et Contre (1818), bien considerada por la crítica, aunque recibe acusaciones de inmoralidad. Parecidas acusaciones había recibido Bertram, como esta de Samuel Taylor Coleridge: «No tengo palabras para describir la mezcla de repugnancia y horror con que presencié el principio del cuarto acto, que considero una prueba lamentable de la depravación de la persona».
Fredolfo supone otro fracaso: solo se representa el día del estreno. Los motivos fueron un lenguaje altisonante, la tensión demasiado prolongada y el trabajo deplorable de algunos de los actores.
Un nuevo drama de ese tiempo, Osmyn el renegado, no llegó a publicarse. Hoy solo se conserva un resumen publicado en una revista.
En octubre de 1820 aparece un "libro de relatos" encargado por su editor, Archibald Constable, con el título: Melmoth The Wanderer. A Tale by the Author of "Bertram", & c. in Four Volumes. Edinburgh - 1820. Es posible que el título de la obra mayor de Maturin fuese asignado por la propia editorial. Según Torres Oliver, el libro «es saludado de manera dispar; recibe elogios sin reservas, críticas que alternan el reconocimiento con la admonición y ataques desmedidos». En una crítica del mes siguiente en el Edinburgh Magazine se lee: «El Sr. Maturin es indiscutiblemente uno de los maestros más auténticos de la novela negra», aunque valorando Montorio como el mejor de sus libros. En la Quarterly Review, sin embargo,  que el Melmoth es un libro brutal, obsceno, blasfemo, falto de veracidad y, por si fuera poco, tiene por héroe al mismo Diablo, lo que más de un crítico, ya en pleno siglo XX, ha corroborado punto por punto. H. P. Lovecraft, pese a encontrarle algunos defectos estilísticos, no escatima elogios a la obra, en la que encuentra «una afinidad con la verdad esencial de la naturaleza humana, una comprensión de las fuentes más hondas del auténtico miedo cósmico y una abrasadora pasión de simpatía por parte del escritor, que hacen del libro, un verdadero documento de autoexpresión estética, más que una hábil combinación y artificio».
El libro estructura unas historias dentro de otras con el vínculo común de Melmoth. Se trata de cinco relatos dentro de un sexto que hace de marco de los demás. De todos los relatos el de "La familia de Guzmán" es el más autobiográfico. Según Torres Oliver, Melmoth, en general bien tratado por la crítica, culmina y pone fin a la llamada novela gótica. Por otra parte, la novela añade «un nuevo capítulo a la larga lista de agravios que Maturin viene infligiendo a la Iglesia anglicana desde su primer año de ejercicio como pastor», pero es que además «concita contra sí la ira de los católicos», el sector mayoritario de la población dublinesa. Los muchos problemas que le acarreó la publicación provocaron que el autor se recluyese cada vez más en sí mismo, desterrándose a su propio interior, a todo lo cual se añadió la desesperación de las penurias económicos que otra vez se recrudecieron.
Maturin murió en Dublín el 30 de octubre de 1824. Un escritor de la revista University resumiría más tarde su carácter como "excéntrico casi hasta la locura y compuesto de opuestos: un lector insaciable de novelas; un predicador elegante; un bailarín incesante; un petimetre en el vestir y los modales". En julio de 1834, una década después de su muerte, el Christian Examiner y la revista Church of Ireland elogiaron al difunto reverendo Maturin, declarando que "sus cinco sermones sobre los errores de la Iglesia Católica Romana han sido considerados obras maestras" y que "atrajeron, en el curso de su discurso, multitudes extraordinarias, y derivaron un interés adicional y melancólico del hecho de que fueron [...] los últimos sermones que ese hombre de elocuencia y genio compuso jamás".  El periódico lamentaba el hecho de que Maturin hubiera pasado gran parte de su vida escribiendo novelas y obras de teatro y no el tiempo suficiente para promover la religión protestante, "de la que fue... un defensor tan brillante y tan capaz".

## Reputación internacional
En 1821, la exitosa obra de Maturin fue adaptada al francés como Bertram, ou le Pirate por Charles Nodier y el barón Isidore Justin Séverin Taylor, y se representó con éxito durante 53 noches al año siguiente. Esta versión fue la fuente de la ópera aún más exitosa Il pirata, con un libreto de Felice Romani y música de Vincenzo Bellini, estrenada en La Scala de Milán en 1827. Victor Hugo admiró la obra y Alexandre Dumas basó su Antonio en su héroe en 1831. La obra también fue impresa y representada con frecuencia en los Estados Unidos. La novela Melmoth el errabundo también fue publicada en traducción francesa en 1821 y sirvió como modelo influyente para los escritores en Francia. En 1835 Honoré de Balzac escribió una parodia, Melmoth reconcilié , en la que el héroe de Maturin va a París, donde encuentra en su mundo bancario un ethos que "ha reemplazado el principio del honor por el principio del dinero" y fácilmente encuentra a alguien que acepte la condenación en su lugar. A ojos de Balzac, "esta novela se basa en la misma idea a la que ya debemos el drama de Fausto y de la que Lord Byron ha cortado su tela desde Manfredo ". Charles Baudelaire también era un admirador de la novela de Maturin, comparándola con la poesía de Byron y Edgar Allan Poe.

## Conexiones familiares
Una hermana de la esposa de Maturin se casó con Charles Elgee, cuya hija Jane Francesca se convirtió en la madre de Oscar Wilde. Por lo tanto, Charles Maturin era el tío abuelo de Oscar Wilde por matrimonio.  Wilde descartó su propio nombre y adoptó el nombre de la novela de Maturin, Melmoth, durante su exilio en Francia.
El hijo mayor de Maturin, William Basil Kingsbury Maturin, lo siguió en el ministerio, al igual que varios de sus nietos. Uno de ellos, Basil W. Maturin , murió en el hundimiento del RMS  Lusitania en 1915. El segundo hijo fue Edward Maturin , quien emigró a los Estados Unidos y se convirtió allí en novelista y poeta.
William Maturin (1803-1887), un tractariano , fue sacerdote de la Iglesia de Irlanda en Grangegorman y también bibliotecario de la Biblioteca del Arzobispo Marsh , Dublín, desde 1872 hasta 1887.

## Obra
Novelas
- The Fatal Revenge; or, the Family of Montorio (1807)
- The Wild Irish Boy (1808)
- The Milesian Chief (1812)
- Women; or, Pour Et Contre; a Tale (1818)
- Melmoth the Wanderer (1820)
- The Albigenses (1824)
- Leixlip Castle (1825)

Teatro
- Bertram (1816)
- Manuel (1817)
- Fredolfo (1819)
- Osmyn el Renegado (fragmentos publicados póstumamente en 1830, pero ensayados en Covent Garden en 1822. Representados en Dublín en 1830 y Edimburgo en 1831)

Poesía
- The Universe (1821)

Sermones
- Sermons (1819)
- Five Sermons on the Errors of the Roman Catholic Church (1824)